# Roxana Mărăcineanu
Roxana Mărăcineanu (* 7. Mai 1975 in Bukarest) ist eine französische und rumänische Schwimmerin und Politikerin. Sie war von 2018 bis 2022 französische Sportministerin.

## Kindheit und Jugend
Roxana Emilia Mărăcineanu stammt aus Rumänien, wo sie am 7. Mai 1975 in Bukarest geboren wurde. Ihre Eltern sind Vasile Mărăcineanu, Bauingenieur, und Elena Basarabeanu, Designtechnikerin. Als Kind praktizierte sie zuerst Gymnastik, dann Schwimmen. Ihre Familie wanderte 1984 in Frankreich ein.
Dank einem Kooperationsvertrag zog ihr Vater zum Arbeiten mit Frau und Sohn nach Algerien. Die rumänischen Behörden forderten den Verbleib Roxanas in der Heimat, um die Flucht der ganzen Familie in den Westen zu verhindern. Doch während der Schulferien durfte Roxana zu ihren Eltern nach Algerien reisen. Obwohl sie von der Securitate, dem rumänischen Geheimdienst, überwacht wurde, gelang es der Familie, 1984 Algerien mit einer Fähre zutreffenderweise namens „Liberté“ (Freiheit) heimlich zu verlassen und nach Marseille zu gelangen. In Frankreich beantragte die Familie Asyl beim Office français de protection des réfugiés et apatrides (OFPRA, französisches Amt für Flüchtlinge und Staatenlose) und verbrachte einige Monate in einer Aufnahmeeinrichtung im bretonischen Riec-sur-Bélon. Mărăcineanu lernte Französisch in Blois und besuchte dort das Collège Augustin Thierry. Anschließend zog sie nach Mulhouse, wo sie am Collège Jean Macé in den Leistungssportzweig aufgenommen wurde. Als Schulabschluss erlangte sie das Baccalauréat am Lycée Montaigne. Es folgte ein Studium der Übersetzung und wissenschaftlichen Dokumentation an der Université de Haute-Alsace mit Masterabschluss im Jahr 1998.

## Sportkarriere
Als Mărăcineanu 1991 mit 16 Jahren als Französin eingebürgert wurde, war sie bereits eine vielversprechende Schwimmerin im Verein Mulhouse Olympic Natation. Mărăcineanus stärkste Strecke waren die 200 Meter Rücken, auf der sie 1998 (in Perth) erste französische Weltmeisterin und 1999 (in Istanbul) Europameisterin wurde. Außerdem gewann sie über 200 m Rücken bei den Olympischen Spielen 2000 in Sydney die Silbermedaille. Im Jahr 2004 beendete sie ihre aktive Karriere.

## Weitere berufliche Laufbahn
Anschließend absolvierte Mărăcineanu ein Studium an der Wirtschaftshochschule ESCP Europe, das sie 2005 abschloss. Ab 2007 trat Mărăcineanu als Sportkommentatorin im Fernsehen auf. Sie berichtete für die öffentlich-rechtlichen Sender von France Télévisions von den Schwimmweltmeisterschaften 2007 und 2009, den Schwimmeuropameisterschaften 2010 und 2014 sowie den Olympischen Sommerspielen 2008 in Peking und 2012 in London.
Ihre politische Karriere begann Mărăcineanu 2010, als sie auf der Liste der Parti socialiste (PS) in den Regionalrat von Île de France gewählt wurde. Diesem und der Partei PS gehörte sie bis 2015 an. Premierminister Édouard Philippe ernannte Mărăcineanu im Juni 2018 – nachdem mehrere Kinder ertrunken waren – zur Sonderbeauftragten für eine Verbesserung der Schwimmausbildung in Grundschulen. Im September 2018 ernannte Staatspräsident Emmanuel Macron sie als parteilose Nachfolgerin von Laura Flessel-Colovic für das Amt der Sportministerin im Kabinett Philippe II. Im Kabinett Castex, das ab Juli 2020 amtierte, wurde das eigenständige Sportministerium abgeschafft. Mărăcineanu wurde bis Mai 2022 beigeordnete Ministerin für Sport im Ministerium für Bildung, Jugend und Sport (unter Jean-Michel Blanquer).

## Privates
Roxana Mărăcineanu ist mit Franck Ballanger, Sport-Journalist bei France Inter, verheiratet. Das Paar hat drei Kinder.
Ballanger wandte die sog. "Anne-Sinclair-Haltung" an, als seine Frau zur Ministerin ernannt wurde, indem er sich aus der Sportabteilung zurückzog, um Interessenkonflikte zu vermeiden.